# Hold Out
Albums de Jackson Browne
Running on Empty
(1977) Lawyers in Love
(1983)
Hold Out (1980) est le 6e album de l'auteur-compositeur-interprète américain de rock Jackson Browne.

## Présentation
Il a été N°1 au classement des albums pop-rock du Billboard en 1980. La chanson Of Missing Persons est un hommage à Lowell George, fondateur du groupe Little Feat, qui disparut quelques mois avant la fin des enregistrements. Le copyright est attribué à Inara Music, Inara étant le prénom de la fille de Lowell George.

## Fiche technique

### Liste des chansons
Toutes les chansons sont écrites et composées par Jackson Browne, sauf indication contraire.
| 1. | Disco Apocalypse     |                               | 5:08 |
| 2. | Hold Out             | Jackson Browne, David Lindley | 5:37 |
| 3. | That Girl Could Sing |                               | 4:34 |
| 4. | Boulevard            |                               | 3:15 |

| 5. | Of Missing Persons |                               | 6:31 |
| 6. | Call It a Loan     | Jackson Browne, David Lindley | 4:35 |
| 7. | Hold On Hold Out   | Jackson Browne, Craig Doerge  | 8:08 |

### Musiciens
- Jackson Browne - guitare, piano, claviers, vocaux
- Rosemary Butler - vocaux
- Craig Doerge - orgue, synthétiseur, piano, claviers, Wurlitzer
- Bob Glaub - guitare basse
- Jon Douglas Haywood - guitare basse, vocaux
- Danny « Kootch » Kortchmar - guitare, percussions
- Russ Kunkel - batterie
- Joe Lala - percussions
- David Lindley - guitare, violon, guitare
- Rick Marotta - batterie
- Bill Payne - orgue, synthétiseur, claviers

## Certifications
| Pays              | Certification |
| ----------------- | ------------- |
| États-Unis (RIAA) | 2 × Platine   |